# Japans handbalteam (vrouwen)
Het Japans handbalteam is het nationale team van Japan voor vrouwen. Het team vertegenwoordigt de Japanse Handbalbond.

## Resultaten

### Olympische Spelen
| Olympische Spelen | Olympische Spelen   | Olympische Spelen   | Olympische Spelen   | Olympische Spelen   | Olympische Spelen   | Olympische Spelen   | Olympische Spelen   | Olympische Spelen   |
| Jaar (teams)      | Resultaat           | Wed                 | W                   | G                   | V                   | DV                  | DT                  | DS                  |
| ----------------- | ------------------- | ------------------- | ------------------- | ------------------- | ------------------- | ------------------- | ------------------- | ------------------- |
| 1976 (6)          | 5de                 | 5                   | 1                   | 0                   | 4                   | 72                  | 115                 | –43                 |
| 1980 (6)          | Niet gekwalificeerd | Niet gekwalificeerd | Niet gekwalificeerd | Niet gekwalificeerd | Niet gekwalificeerd | Niet gekwalificeerd | Niet gekwalificeerd | Niet gekwalificeerd |
| 1984 (6)          | Niet gekwalificeerd | Niet gekwalificeerd | Niet gekwalificeerd | Niet gekwalificeerd | Niet gekwalificeerd | Niet gekwalificeerd | Niet gekwalificeerd | Niet gekwalificeerd |
| 1988 (8)          | Niet gekwalificeerd | Niet gekwalificeerd | Niet gekwalificeerd | Niet gekwalificeerd | Niet gekwalificeerd | Niet gekwalificeerd | Niet gekwalificeerd | Niet gekwalificeerd |
| 1992 (8)          | Niet gekwalificeerd | Niet gekwalificeerd | Niet gekwalificeerd | Niet gekwalificeerd | Niet gekwalificeerd | Niet gekwalificeerd | Niet gekwalificeerd | Niet gekwalificeerd |
| 1996 (8)          | Niet gekwalificeerd | Niet gekwalificeerd | Niet gekwalificeerd | Niet gekwalificeerd | Niet gekwalificeerd | Niet gekwalificeerd | Niet gekwalificeerd | Niet gekwalificeerd |
| 2000 (10)         | Niet gekwalificeerd | Niet gekwalificeerd | Niet gekwalificeerd | Niet gekwalificeerd | Niet gekwalificeerd | Niet gekwalificeerd | Niet gekwalificeerd | Niet gekwalificeerd |
| 2004 (10)         | Niet gekwalificeerd | Niet gekwalificeerd | Niet gekwalificeerd | Niet gekwalificeerd | Niet gekwalificeerd | Niet gekwalificeerd | Niet gekwalificeerd | Niet gekwalificeerd |
| 2008 (12)         | Niet gekwalificeerd | Niet gekwalificeerd | Niet gekwalificeerd | Niet gekwalificeerd | Niet gekwalificeerd | Niet gekwalificeerd | Niet gekwalificeerd | Niet gekwalificeerd |
| 2012 (12)         | Niet gekwalificeerd | Niet gekwalificeerd | Niet gekwalificeerd | Niet gekwalificeerd | Niet gekwalificeerd | Niet gekwalificeerd | Niet gekwalificeerd | Niet gekwalificeerd |
| 2016 (12)         | Niet gekwalificeerd | Niet gekwalificeerd | Niet gekwalificeerd | Niet gekwalificeerd | Niet gekwalificeerd | Niet gekwalificeerd | Niet gekwalificeerd | Niet gekwalificeerd |
| 2020 (12)         | 12de                | 5                   | 1                   | 0                   | 4                   | 124                 | 150                 | −26                 |
| Totaal            | 2/12                | 10                  | 2                   | 0                   | 8                   | 196                 | 265                 | –69                 |

 Kampioenen   Runners-up   Derde plaats   Vierde plaats

### Wereldkampioenschap
| Wereldkampioenschap | Wereldkampioenschap | Wereldkampioenschap | Wereldkampioenschap | Wereldkampioenschap | Wereldkampioenschap | Wereldkampioenschap | Wereldkampioenschap | Wereldkampioenschap |
| Jaar                | Resultaat           | Wed                 | W                   | G                   | V                   | DV                  | DT                  | DS                  |
| ------------------- | ------------------- | ------------------- | ------------------- | ------------------- | ------------------- | ------------------- | ------------------- | ------------------- |
| 1957                | Niet deelgenomen    | Niet deelgenomen    | Niet deelgenomen    | Niet deelgenomen    | Niet deelgenomen    | Niet deelgenomen    | Niet deelgenomen    | Niet deelgenomen    |
| 1962                | 9e                  |                     |                     |                     |                     |                     |                     |                     |
| 1965                | 7e                  |                     |                     |                     |                     |                     |                     |                     |
| 1971                | 9e                  |                     |                     |                     |                     |                     |                     |                     |
| 1973                | 10e                 |                     |                     |                     |                     |                     |                     |                     |
| 1975                | 10e                 |                     |                     |                     |                     |                     |                     |                     |
| 1978                | Niet gekwalificeerd | Niet gekwalificeerd | Niet gekwalificeerd | Niet gekwalificeerd | Niet gekwalificeerd | Niet gekwalificeerd | Niet gekwalificeerd | Niet gekwalificeerd |
| 1982                | Niet gekwalificeerd | Niet gekwalificeerd | Niet gekwalificeerd | Niet gekwalificeerd | Niet gekwalificeerd | Niet gekwalificeerd | Niet gekwalificeerd | Niet gekwalificeerd |
| 1986                | 14e                 |                     |                     |                     |                     |                     |                     |                     |
| 1990                | Niet gekwalificeerd | Niet gekwalificeerd | Niet gekwalificeerd | Niet gekwalificeerd | Niet gekwalificeerd | Niet gekwalificeerd | Niet gekwalificeerd | Niet gekwalificeerd |
| 1993                | Niet gekwalificeerd | Niet gekwalificeerd | Niet gekwalificeerd | Niet gekwalificeerd | Niet gekwalificeerd | Niet gekwalificeerd | Niet gekwalificeerd | Niet gekwalificeerd |
| 1995                | 13-16e              |                     |                     |                     |                     |                     |                     |                     |
| 1997                | 17e                 |                     |                     |                     |                     |                     |                     |                     |
| 1999                | 17e                 |                     |                     |                     |                     |                     |                     |                     |
| 2001                | 20e                 |                     |                     |                     |                     |                     |                     |                     |
| 2003                | 16e                 |                     |                     |                     |                     |                     |                     |                     |
| 2005                | 18e                 |                     |                     |                     |                     |                     |                     |                     |
| 2007                | 19e                 |                     |                     |                     |                     |                     |                     |                     |
| 2009                | 16e                 |                     |                     |                     |                     |                     |                     |                     |
| 2011                | 16e                 |                     |                     |                     |                     |                     |                     |                     |
| 2013                | 14e                 |                     |                     |                     |                     |                     |                     |                     |
| 2015                | 19e                 |                     |                     |                     |                     |                     |                     |                     |
| 2017                | 16e                 |                     |                     |                     |                     |                     |                     |                     |
| 2019                | 10e                 |                     |                     |                     |                     |                     |                     |                     |
| 2021                | 11e                 |                     |                     |                     |                     |                     |                     |                     |
| Totaal              | 20/25               |                     |                     |                     |                     |                     |                     |                     |

 Kampioenen   Runners-up   Derde plaats   Vierde plaats

### Aziatisch kampioenschap
- 1987 -
- 1989 -
- 1991 -
- 1993 - 4e plaats
- 1995 -
- 1997 -
- 1999 -
- 2000 -
- 2002 - 4e plaats
- 2004 -
- 2006 -
- 2008 -
- 2010 - 4e plaats
- 2012 -
- 2015 -
- 2017 -
- 2018 -
- 2021 -